# Фурдујешти (Алба)
Фурдујешти (рум. Furduiești) насеље је у Румунији у округу Алба у општини Кампени. Oпштина се налази на надморској висини од 868 m.

## Становништво
Према подацима из 2011. године у насељу је живело 96 становника.